# Grand Prix Formule 1 van Monaco 1972
De Grand Prix Formule 1 van Monaco 1972 werd gehouden op 14 mei 1972 in Monaco.

## Uitslag
| Positie | Nummer | Rijder                | Team         | Ronden | Tijd/Opgave      | Startplaats | Punten |
| ------- | ------ | --------------------- | ------------ | ------ | ---------------- | ----------- | ------ |
| 1       | 17     | Jean-Pierre Beltoise  | BRM          | 80     | 2:26:55.3        | 4           | 9      |
| 2       | 6      | Jacky Ickx            | Ferrari      | 80     | 38.2             | 2           | 6      |
| 3       | 8      | Emerson Fittipaldi    | Lotus-Ford   | 79     | + 1 Ronde        | 1           | 4      |
| 4       | 1      | Jackie Stewart        | Tyrrell-Ford | 78     | + 2 Ronden       | 8           | 3      |
| 5       | 15     | Brian Redman          | McLaren-Ford | 77     | + 3 Ronden       | 10          | 2      |
| 6       | 16     | Chris Amon            | Matra        | 77     | + 3 Ronden       | 6           | 1      |
| 7       | 12     | Andrea de Adamich     | Surtees-Ford | 77     | + 3 Ronden       | 18          |        |
| 8       | 26     | Helmut Marko          | BRM          | 77     | + 3 Ronden       | 17          |        |
| 9       | 21     | Wilson Fittipaldi Jr. | Brabham-Ford | 77     | + 3 Ronden       | 21          |        |
| 10      | 27     | Rolf Stommelen        | March-Ford   | 77     | + 3 Ronden       | 25          |        |
| 11      | 3      | Ronnie Peterson       | March-Ford   | 76     | + 4 Ronden       | 15          |        |
| 12      | 20     | Graham Hill           | Brabham-Ford | 76     | + 4 Ronden       | 19          |        |
| 13      | 5      | Mike Beuttler         | March-Ford   | 76     | + 4 Ronden       | 23          |        |
| 14      | 9      | David Walker          | Lotus-Ford   | 75     | + 5 Ronden       | 14          |        |
| 15      | 14     | Denny Hulme           | McLaren-Ford | 74     | + 6 Ronden       | 7           |        |
| 16      | 4      | Niki Lauda            | March-Ford   | 74     | + 6 Ronden       | 22          |        |
| 17      | 23     | Carlos Pace           | March-Ford   | 72     | + 8 Ronden       | 24          |        |
| NC      | 2      | François Cevert       | Tyrrell-Ford | 70     | Niet geklasseerd | 12          |        |
| NF      | 22     | Henri Pescarolo       | March-Ford   | 58     | Ongeluk          | 9           |        |
| NF      | 7      | Clay Regazzoni        | Ferrari      | 51     | Ongeluk          | 3           |        |
| NF      | 11     | Mike Hailwood         | Surtees-Ford | 48     | Ongeluk          | 11          |        |
| NF      | 19     | Howden Ganley         | BRM          | 47     | Ongeluk          | 20          |        |
| NF      | 10     | Tim Schenken          | Surtees-Ford | 31     | Ongeluk          | 13          |        |
| NF      | 18     | Peter Gethin          | BRM          | 27     | Ongeluk          | 5           |        |
| NF      | 28     | Reine Wisell          | BRM          | 16     | Motor            | 16          |        |

## Statistieken
| Pole-position | Emerson Fittipaldi   | Lotus-Ford | 1:21.4 |
| Snelste ronde | Jean-Pierre Beltoise | BRM        | 1:40.0 |

## Noot
- Eerste pole position voor Emerson Fittipaldi en voor een Braziliaanse coureur.
- Dit was de 25ste podiumplaats voor een Belgische coureur.
- Eerste (en enige) Grand Prix-winst voor Jean-Pierre Beltoise.

1929 · 1930 · 1931 · 1932 · 1933 · 1934 · 1935 · 1936 · 1937 · 1948 · 1950 · 1955 · 1956 · 1957 · 1958 · 1959 · 1960 · 1961 · 1962 · 1963 · 1964 · 1965 · 1966 · 1967 · 1968 · 1969 · 1970 · 1971 · 1972 · 1973 · 1974 · 1975 · 1976 · 1977 · 1978 · 1979 · 1980 · 1981 · 1982 · 1983 · 1984 · 1985 · 1986 · 1987 · 1988 · 1989 · 1990 · 1991 · 1992 · 1993 · 1994 · 1995 · 1996 · 1997 · 1998 · 1999 · 2000 · 2001 · 2002 · 2003 · 2004 · 2005 · 2006 · 2007 · 2008 · 2009 · 2010 · 2011 · 2012 · 2013 · 2014 · 2015 · 2016 · 2017 · 2018 · 2019 · 2020 · 2021 · 2022 · 2023 · 2024 · 2025